# فيرجيني غريمالدي
فيرجيني غريمالدي (مواليد 1977)، هي كاتبة روائية فرنسية. أصبحت رواياتها الست من أكثر الكتب مبيعًا. تم تحليل العديد من أعمالها - ولا سيما الأعمال الأولى - من قبل بعض وسائل الإعلام باعتبارها قريبة من أدب الكتكوت وأدب "الشعور بالسعادة". في عام 2020، وصلت إلى المركز الثاني في قائمة لو فيغارو لأفضل 10 روائيين فرنسيين يبيعون أكبر عدد من الكتب في فرنسا.

## من مؤلفاتها المترحمة للغة العربية
- حان الوقت لإضاءة النجوم من جديد.[1]

## روابط خارجية
- الموقع الرسمي